# Capasa centraria
Capasa centraria là một loài bướm đêm trong họ Geometridae.